# Endocronartium pini
Endocronartium pini är en svampart som först beskrevs av Carl Ludwig von Willdenow, och fick sitt nu gällande namn av Y. Hirats. 1969. Endocronartium pini ingår i släktet Endocronartium och familjen Cronartiaceae.   Inga underarter finns listade i Catalogue of Life.